# Lista över borgmästare i Östhammar
Detta är en lista över staden Östhammars stads borgmästare.

## Borgmästare i Östhammar
Borgmästare i Östhammars stad före 1971.
| Ämbetstid | Namn                   | Levnadstid | Övrigt                       |
| --------- | ---------------------- | ---------- | ---------------------------- |
|           | Johan Sporenberg       |            | Sedan tullinspektör i Raumo. |
|           | Peter Bergdahl         | 1686–1759  |                              |
| 1761–1780 | Samuel Groop           | 1726–1780  |                              |
| 1800–1809 | Esaias Seuderling      | 1746–1809  |                              |
| 1810–1834 | Erik Julius Gezelius   | 1780–1834  |                              |
| 1835–1874 | Johan Wilhelm Gezelius | 1797–1874  |                              |